# Kerstin Lindman-Strafford
Kerstin Margareta Lindman–Strafford, född 30 maj 1939 i Åbo, är en finländsk journalist och författare. Hon är dotter till Sven Lindman. 
Lindman som avlade humanistisk kandidatexamen 1961, har i huvudsak varit bosatt i världsstäder, New York, Paris, Bryssel och London. Hon har från dessa städer rapporterat om deras kulturella och politiska liv för bland annat Hufvudstadsbladet och Sveriges Radio. Hennes essäistiska författarskap behandlar främst upp anglosaxisk litteratur, men hon har analyserat könsrollsfrågor ur ett feministiskt perspektiv.